# Maria Dostoïevskaïa
Pour les articles homonymes, voir Dostoïevskaïa.
Maria Fiodorovna Dostoïevskaïa (en russe : Мария Фёдоровна Достоевская), née Netchaïeva (Нетчаева) le 14 janvier 1800 (25 janvier dans le calendrier grégorien) à Moscou en Russie et morte le 27 février 1837 (11 mars dans le calendrier grégorien) à Moscou, est la mère de l'écrivain russe Fiodor Dostoïevski.

## Biographie
Maria Fiodorovna Netchaïeva grandit dans un milieu de marchands de Moscou. Son père, Fiodor Timofeïevitch Netchaïev (1769—1832), est marchand de la guilde de la ville de Borovsk, gouvernement de Kalouga. Mikhaïl Andreïevitch Dostoïevski épouse Maria Fiodorovna le 14 janvier 1820. Les deux premiers enfants sont Mikhaïl et Fiodor. Mais le couple, entre la naissance de Mikhaïl l'aîné en 1820 et d'Alexandra en 1835, aura en tout huit enfants dont une fille (Lioubov, 1829-1829) qui meurt en bas âge. Fiodor avait 14 ans quand nait le dernier enfant, sa sœur Alexandra (1835-1889),,.
C'est sa mère qui apprendra à lire à son fils Fiodor, en s'aidant de l'ouvrage « Cent et quatre histoires saintes de l'Ancien et du Nouveau Testament ». Dans son roman Les Frères Karamazov, le starets Zosime raconte que c'est dans ce livre qu'il a appris lui-même à lire. Un autre livre biblique a eu ensuite également une grande importance sur l'écrivain enfant, c'est le Livre de Job. Le souvenir de ses lectures sur Job lui a servi plus tard à rédiger le roman L'Adolescent.
Le frère cadet de Fiodor Dostoïevski, Andreï écrit à propos de sa mère : « Ma mère s'appelait Maria Fedorovna, née Netchaeva. Ses parents faisaient partie de la guilde des marchands. Son père Fiodor Timoféévitch Netchaev, je m'en souviens encore, à l'époque de mon enfance, comme d'un grand-père que j'adorais. Avant la guerre de 1812, c'était un homme riche et considéré comme un citoyen éminent. Durant la guerre il a tout perdu mais ne fit toutefois pas faillite et préféra payer ses créanciers jusqu'au dernier kopek. Je me souviens comme dans un rêve des récits de ma mère quand elle avait 12 ans et qu'elle accompagnait son père et toute sa famille qui fuyaient Moscou quelques jours avant l'arrivée des troupes françaises de Napoléon ; comment le père avait rassemblé son argent autant que faire se pouvait. Comme il était commerçant, son argent circulait pour partie chez divers débiteurs. Mais c'étaient des billets de banque, des liquidités qui circulaient pour les affaires. Il advint que dans leur fuite ils durent traverser une rivière et que les voyageurs et les chevaux échappèrent par miracle à la noyade. Comme la voiture était restée longtemps dans l'eau les billets qui restaient étaient tout mouillés et collés les uns aux autres. Ils essayent de les détacher les uns des autres et de les faire sécher sur un oreiller, mais en vain. C'est ainsi qu'ils perdent ce qui restait de leur capital ».
Maria profite de l'influence culturelle de son milieu familial, de l'intelligence populaire de sa mère Varvara et de son père. Ce dernier était correcteur à l'atelier typographique de Moscou pour les ouvrages religieux encore à l'époque de Nikolaï Novikov. Maria aimait la poésie, la musique, la lecture de romans. C'était une femme intelligente et énergique qui aimait profondément son mari. On retrouve dans les lettres qu'elle lui adresse une dévotion naïve à son égard, une humeur portée à la poésie et des dons d'écriture qui seront transmis à son fils Fiodor. Une lettre du 31 mai 1835 à son mari atteste de ces qualités : « Je me réjouis de tout cœur, mon unique cher et tendre ami, que notre Créateur céleste vous garde en bonne santé. Nous-même nous sommes tous en bonne santé, et au village tout va bien et tien de nouveau ne se passe. Jusqu'à présent, cher ami, je t'ai réconforté autant que je le pouvais, toi qui était d'humeur si triste, mais maintenant excuse moi mais c'est moi qui suis triste. Ta dernière lettre m'a complètement atterré; tu écris que tu es bouleversé, que ton âme est déchirée, que dans ta vie tu n'as jamais connu un tel tourment ; mais qu'est-ce qui t'a mis dans cet état, tu n'en écris rien... » ,.

## Religion
Maria Fiodorovna est une mère gentille et douce et son mari Mikhaïl pouvait toujours compter sur elle en même temps qu'elle s'occupait de tout ce qu'il fallait concrètement dans le ménage. De mémoire de ses contemporains et de ses enfants, elle était toujours prévenante et aimable et créait un climat de bonne humeur dans la famille. Dans le Journal d'un écrivain en 1873, Dostoïevski écrit : « Je proviens d'une famille russe et pieuse. Depuis que je m'en souviens j'avais de l'amour pour mes parents. Nous , dans notre famille nous connaissions les évangiles depuis notre plus tendre enfance [...]. À chaque fois la visite du Kremlin et des cathédrales de Moscou était pour moi quelque chose de solennel ». Dans la biographie du Starets Zosime dans son dernier roman Les Frères Karamazov, Dostoïevski replace un souvenir qui lui est cher et qui lui vient de son vécu chez ses parents : « Et avant même que j'aie appris à lire, je me souviens d'une visite dans une église, je devais avoir huit ans. Mère me conduisit tout seul (je ne me souviens pas qu'un frère fut avec moi) à l'église du Seigneur, durant la semaine sainte, un lundi lors de l'office. Il faisait lumineux et je me souviens encore, comme si j'y étais, comme s'élevait silencieusement l'encens de l'encensoir jusqu'au sommet de la voûte, puis par les petites fenêtres étroites. En même temps des rayons de lumière divine nous éclairaient dans l'église et l'encens qui s'élevait par vagues se fondait en eux. Je regardais ce spectacle tendrement et pour la première fois de ma vie je reçu là la première semence compréhensible de la parole de Dieu. Un garçon s'avança vers le centre de l'église avec un grand livre, tellement grand qu'il me sembla à l'époque qu'il y arriverait difficilement, puis le posa sur un lutrin, l'ouvrit et commença à lire. Et tout à coup pour la première fois de ma vie je compris que dans l'église on lisait la parole de Dieu... ». La fille de l'écrivain, Lioubov Dostoïevskaïa écrit : « Ma grand-mère manifestait un grand intérêt pour l'apprentissage de la lecture par ses enfants. Elle était douce, belle, toute dévouée à sa famille et s'y consacrant entièrement. De nombreuses grossesses (huit) ont miné sa santé. Elle restait des journées entières au lit et aimait que ses fils lui lisent ses poèmes préférés. Le plus âgé Mikhaïl et Fiodor le second l'aimaient tendrement. Quand elle mourut, encore si jeune, ils la pleurèrent amèrement et lui composèrent un poème que le grand-père demanda de graver sur le marbre qui est posé sur la tombe ». (C'était un extrait d'« Épitaphe » de Nikolaï Karamzine : « Repose, cendre aimée, jusqu'à ce matin joyeux... »).
D. Stonov rapporte le récit du jeune serf Advotia Spiridonov. « Dans sa jeunesse Advotia a entendu beaucoup de choses à propos de la mère de Fiodor Dostoïevski. C'était une femme étonnante. Quand il arrive que son mari, Mikhaïl Andreïevitch, veuille punir les hommes, elle intervient, pleure, prie le Christ de ne pas les toucher [...]. C'est parce qu'elle avait du cœur que le Seigneur lui a envoyé un fils tel que Fiodor. ». À ce récit d'Advotia Spiridonov, M. B. Volotskoï ajoute qu'il est parfaitement en accord avec le souvenir et la tradition laissés par Maria Fiodorvna et qu'il a entendu de la bouche même d'un ancien habitant du village de Dorovoe, le village propriété des Dostoïevski, lors d'une fête commémorative, le 8 juillet 1825. Il est étonnant de constater comme a pu rester vivace le souvenir de Maria Fiodorovna, la « maîtresse spirituelle des lieux » dans un milieu de paysans.

## Mort de Maria Dostoïevskaïa
Anna Dostoïevskaïa rapporte ce que son mari Fiodor lui a dit de la mort de sa mère : « Depuis l'automne 1836 la famille était très triste. Dès l'automne maman était souffrante. Le père, comme médecin, était au courant de sa maladie, mais visiblement se consolait en espérant que son épouse conserve ses forces pour lutter. Mais ces forces diminuèrent très rapidement [...]. Au début du mois de novembre, son état se détériora fortement, elle ne se levait pratiquement plus du lit, et en février elle devint grabataire [...]. Ce fut la période la plus amère de notre vie d'enfant. Ce qui n'est pas étonnant puisque nous étions à chaque instant sur le point de voir mourir notre mère. En un mot, dans notre famille se produisit un retournement complet lié à la mort de maman. À la fin du mois de février le médecin a prévenu mon père que les efforts étaient vains et que la fin approchait. Le père était complètement abattu. Je me souviens de la nuit précédant la mort de maman, c'était la nuit du 26 au 27 février. Maman est restée consciente jusqu'à l'agonie, elle a demandé une icône du Sauveur et nous donna la bénédiction d'une voix à peine audible mais solennelle, puis elle voulut faire de même pour mon père. Ce tableau était touchant et tous nous avons pleuré. Puis a débuté l'agonie et maman a perdu conscience. Elle mourut le 27 février, à 7 heures du matin dans sa 37e année ».
L'épouse de l'écrivain, Anna Dostoïevskaïa, témoigne de ce que « Fiodor Mikhaïlovitch se souvenait avec plaisir de son enfance heureuse et paisible et de ses sentiments chaleureux pour sa mère ». Elle rappelle qu'en 1867, à Moscou « un beau matin, Fiodor Mikhaïlovitch l'a emmenée au cimetière Lazarevski, où était enterrée sa mère, Maria Fiodorovna Dostoïevskaïa, vis-à-vis de laquelle il a toujours manifesté une chaleureuse tendresse. Nous étions très heureux qu'il se trouva encore un prêtre dans l'église et qu'il put officier sur sa tombe ».
On connaît 8 lettres de Dostoïevski à sa mère datées de 1833 à 1835.